# 粤开证券
粤开证券股份有限公司（新三板：830899），简称粤开证券，原名惠州证券、联讯证券，是一家注册地位于中华人民共和国广东省惠州市惠城区的证券公司，公司总部位于广东省广州市黄埔区。
粤开证券原名惠州证券，成立于1988年6月。2003年10月，公司改名为联讯证券经纪有限责任公司。2009年11月，改名联讯证券有限责任公司。2014年4月，公司改制为股份有限公司，改名联讯证券股份有限公司。2014年8月，联讯证券在新三板挂牌上市。2019年7月，公司在公告中披露，拟改名为知识城证券股份有限公司。2019年9月，公司再次公告，决定改名为粤开证券股份有限公司。
据报道，2003年前惠州证券的实际控制人是中国证券市场研究设计中心。2003年，北京市华远集团将持股比例增加至37.86%，成为联讯证券第一大股东。华远集团最终在2011年完全退出联讯证券。在此期间，明天系和海航系先后投资联讯证券。昆山中联综合开发公司自2001年入股惠州证券，媒体认为昆山中联和联创证券的另一股东北京银利均为明天系的企业。2009年，海口美兰国际机场有限责任公司买下联讯证券28.99%股份，成为第一大股东。截至2017年中报，海航系的三家公司海口美兰国际机场有限责任公司、大新华航空有限公司、渤海金控投资股份有限公司位列联创证券十大股东之中。2017年1月，明天系掌门人肖建华被调查，明天系于同年下半年开始抛售金融资产。2018年，海航集团也陷入危机，流动性告急，开始抛售资产。2019年2月，广州开发区金融控股集团有限公司以41.2亿元人民币从昆山中联、北京银利、北京物华、美兰机场、渤海金控五家公司收购联讯证券13.26亿股（占总股本的42.43%）。加上原先持有的4.81%股份，广州开发区金控持有47.24%股份，成为公司第一大股东、控股股东。广州开发区金控收购联讯证券后，为了提高广州开发区旗下中新广州知识城品牌知名度，提议将公司改名为知识城证券。
2021年7月24日，中国证券监督管理委员会发布《2021年证券公司分类结果》，其中粤开证券被评为BB级，与2020年的BBB级有所下降。